# Stoidis squamulosus
Stoidis squamulosus är en spindelart som beskrevs av Lodovico di Caporiacco 1955. Stoidis squamulosus ingår i släktet Stoidis och familjen hoppspindlar. Inga underarter finns listade i Catalogue of Life.